# Episodi di Roswell (terza stagione)
La terza e ultima stagione della serie televisiva Roswell, formata da 18 episodi, è andata in onda negli Stati Uniti su The WB dal 9 ottobre 2001 al 14 maggio 2002.
In Italia è stata trasmessa su Rai 2 dal 2 settembre al 18 settembre 2004.
| nº | Titolo originale                              | Titolo italiano            | Prima TV USA     | Prima TV Italia   |
| -- | --------------------------------------------- | -------------------------- | ---------------- | ----------------- |
| 1  | Busted                                        | L'astronave                | 9 ottobre 2001   | 2 settembre 2004  |
| 2  | Michael, the Guys and the Great Snapple Caper | Nuove responsabilità       | 16 ottobre 2001  | 3 settembre 2004  |
| 3  | Significant Others                            | Difficile scelta           | 23 ottobre 2001  | 4 settembre 2004  |
| 4  | Secrets and Lies                              | Alla ricerca del mutaforma | 30 ottobre 2001  | 4 settembre 2004  |
| 5  | Control                                       | Il sacrificio              | 6 novembre 2001  | 6 settembre 2004  |
| 6  | To Have and to Hold                           | Il matrimonio              | 13 novembre 2001 | 7 settembre 2004  |
| 7  | Interruptus                                   | Luna di miele              | 20 novembre 2001 | 8 settembre 2004  |
| 8  | Behind the Music                              | Un tuffo nel passato       | 27 novembre 2001 | 9 settembre 2004  |
| 9  | Samuel Rising                                 | Il risveglio di Samuel     | 18 dicembre 2001 | 10 settembre 2004 |
| 10 | A Tale of Two Parties                         | Capodanno a Roswell        | 1º gennaio 2002  | 11 settembre 2004 |
| 11 | I Married an Alien                            | La verità nascosta         | 29 gennaio 2002  | 11 settembre 2004 |
| 12 | Ch-Ch-Changes                                 | Cambiamenti                | 5 febbraio 2002  | 13 settembre 2004 |
| 13 | Panacea                                       | Panacea                    | 12 febbraio 2002 | 14 settembre 2004 |
| 14 | Chant Down Babylon                            | Scambio di identità        | 26 febbraio 2002 | 15 settembre 2004 |
| 15 | Who Died and Made You King?                   | Lotta per il trono         | 23 aprile 2002   | 16 settembre 2004 |
| 16 | Crash                                         | Uno strano incidente       | 30 aprile 2002   | 17 settembre 2004 |
| 17 | Four Aliens and a Baby                        | Separazione                | 7 maggio 2002    | 18 settembre 2004 |
| 18 | Graduation                                    | Roswell ultimo atto        | 14 maggio 2002   | 18 settembre 2004 |

## L'astronave
- Titolo originale: Busted
- Diretto da: Allan Kroeker
- Scritto da: Jason Katims

### Trama
L'episodio si svolge tra il presente, in cui Max e Liz si trovano in prigione sotto l'accusa di rapina a mano armata, e il passato, ossia i tre mesi precedenti all'arresto, in cui i due ragazzi avevano ripreso a frequentarsi. Poco tempo dopo la partenza di Tess, Max aveva iniziato a ricevere dei segnali da suo figlio, avendo deciso di trovare un mezzo per salvarlo dai nemici. Liz aveva cercato in tutti i modi di aiutarlo ed insieme erano riusciti ad individuare il luogo in cui l'astronave, che aveva condotto i quattro alieni sulla terra, era nascosta, un drugstore piuttosto isolato e con un enorme magazzino la cui entrata era celata ai clienti. Per mettere in funzione l'astronave i due avevano avuto bisogno di un diamante molto particolare e costoso che faceva parte di una collezione d'arte itinerante; per procurarselo, i ragazzi si erano travestiti da camerieri ed avevano inscenato una lite che funzionasse da diversivo per sostituire il diamante con un falso e prelevare quello vero. Dopo altre settimane di preparazione, Max e Liz avevano finalmente deciso di agire e si erano introdotti nel negozio muniti di pistola: Max era riuscito a inserire il diamante nell'astronave ma era dovuto fuggire via a causa della polizia, poi costretto a gettare il diamante per strada. Così si arriva al presente: Max e Liz sono in prigione, in attesa di essere giudicati dalla corte dello Utah; del loro caso si occupa il padre di Max. Mentre Michael è intento a cercare il diamante, un uomo gli intima di smettere e di evitare di immischiarsi in affari pericolosi, minacciandolo con una pistola. Intanto, Isabel cerca di nascondere ai suoi la relazione che ha con Jesse Ramirez, l'avvocato ventiseienne che lavora insieme a suo padre e con cui si vede ormai da parecchio tempo. Il giorno dell'udienza, il padre di Max sembra piuttosto sicuro della sua difesa e in effetti il ragazzo viene rilasciato e dichiarato non colpevole. Diversamente accade per Liz: la corporatura e la voce della ragazza sono stati riconosciuti e la corte non può che trasferire il caso ad un livello più alto e lasciare la ragazza in carcere. Max è dispiaciuto e tenta di far evadere Liz ma è costretto a rinunciare al piano dopo il rifiuto deciso della ragazza. Una volta raggiunto di nuovo il drugstore, Max scopre che l'astronave non c'è più e che al suo posto resta solo un cumulo di polvere tossica. Il padre di Max, che l'ha seguito, vuole sapere la verità e capire l'origine del comportamento del figlio; Max non rivela nulla e gli intima solo di non toccare la polvere sparsa sul pavimento. In realtà è proprio la polvere tossica il mezzo che salverà Liz: il padre di Max, infatti, la usa come ricatto verso un agente dell'FBI particolarmente interessato al caso, visto che il negozio si trovava su suolo federale, e che non voleva che una simile scoperta venisse pubblicata sui giornali. Nonostante il padre di Max si sia mostrato comprensivo, la vicenda della rapina lo ha turbato al punto da mettere Max in condizioni di rivelargli la verità oppure di andarsene di casa; questi non può fare a meno di trasferirsi. Anche per Liz la prigione non è priva di conseguenze: i genitori le proibiscono di vedere Max.
Altri interpreti: John Doe (Jeff Parker), Jo Anderson (Nancy Parker), Garrett M. Brown (Phillip Evans), Mary Ellen Trainor (Diane Evans) Michael Chieffo (Prof. Seligman), Phil Reeves (Giudice Davi) Jeanetta Arnette (Dolores Browning), John Bison (McGregor), Randy Thompson (Tytell), Dayton Callie (Joey Ferrini), Yorgo Constantine (Ag. Burns), Michael Earl Reid (Harlan), Glenn Brown (Guardia di sicurezza), Joshua Drenner (Agente)

## Nuove responsabilità
- Titolo originale: Michael, the Guys and the Great Snapple Caper
- Diretto da: Paul Shapiro
- Scritto da: Ronald D. Moore

### Trama
Per far fronte alle spese, Michael è costretto a cercare un secondo lavoro venendo assunto come addetto alla sorveglianza in un'impresa farmaceutica. Nonostante il turno di notte sia particolarmente pesante, Michael riesce a divertirsi insieme ai suoi colleghi grazie alla proiezione di partite, ai giochi da tavolo e al cibo sottratto dai distributori automatici. Sfortunatamente, il capo del reparto si accorge della mancanza di alcune casse di Snapple dal magazzino dell'industria e, individuati rapidamente i colpevoli, decide di licenziarli tutti all'istante. Michael e i suoi nuovi amici si ritrovano così senza lavoro e, per alcuni di loro con una famiglia da mantenere, la situazione diventa difficile da sostenere. Sentendosi in colpa per il licenziamento dei suoi colleghi, Michael decide di provare a sistemare le cose rimettendo al loro posto tutte le casse di Snapple da lui stesso rubate. Proprio mentre cerca di nascondersi dietro una porta del magazzino per non farsi scoprire dalla vigilanza, Michael vede il suo ex datore di lavoro maneggiare un campione di una qualche sostanza chimica e passarlo segretamente a degli operai. Il ragazzo intuisce subito che Carl sta nascondendo qualcosa ed elabora insieme ai suoi ex colleghi un piano per smascherarlo e punirlo. Alla fine l'operazione sarà un successo e Michael e gli altri ragazzi otterranno di nuovo il lavoro. Intanto, Kyle scopre la relazione tra Isabel e Jesse e promette di non rivelare il segreto a nessuno. Valenti, dopo aver perso il posto di sceriffo, decide di uscire finalmente dallo stato di depressione che lo avvolgeva e di dedicarsi alla sua passione: cantare canzoni folk in una band. La serata organizzata per promuovere il gruppo ha un grande successo e persino Kyle non può che essere orgoglioso del padre. Max e Liz non possono più vedersi liberamente a causa del divieto del padre lei e la situazione si aggrava ancora di più quando questi li scopre mentre ritornano da una serata romantica: il suo disappunto arriva al punto da minacciare la ragazza di mandarla in un collegio femminile se non smetterà di vedere Max.
Altri interpreti: Jason Peck (Sceriffo Hanson), John Doe (Jeff Parker), Terry O'Quinn (Carl), Steven Roy (Steve), Michael Peña (Fly), Martin Starr (Monk Pyle), Earl C. Poitier (George), Kathy Byron (Barista), Joseph Williams (Cantante della band)

## Difficile scelta
- Titolo originale: Significant others
- Diretto da: Patrick Norris
- Scritto da: David Simkins

### Trama
La relazione di Isabel e Jesse sembra andare molto bene ma la ragazza è spaventata all'idea di prendere un impegno serio con qualcuno che non conosca la sua vera identità. La sua ansia peggiora quando, dopo essere entrata in uno dei sogni dei Jesse, Isabel capisce che il suo fidanzato sta per chiederle di sposarlo. Tutte le paure legate al suo passato riaffiorano, portando alla luce anche il fantasma di Alex che, insediatosi nella coscienza di Isabel, sembra spingerla lontano da Jesse. Il senso di colpa per la morte di Alex e il ricordo della fine di Grant Sorenson bastano a far sì che Isabel prenda la decisione di lasciare Jesse e di ritornare alla vita di prima. Verso questa scelta la spingono anche Michael e Max che, sebbene interessati alla felicità di Isabel, la dissuadono vivamente dal coinvolgere un altro umano nelle loro complicate faccende aliene. Intanto, Michael sembra totalmente frastornato e fuori fase a causa del lavoro notturno per cui Maria inizia a stancarsi di non aver mai tempo per stare insieme a lui. I due decidono di ritagliarsi una serata romantica, ma Michael, ricordatosi di un impegno precedente con i suoi nuovi amici, si divide tra la poco elegante cena in un fast food con Maria e la partita a bowling con gli altri. Quando Maria si insospettisce e finisce per scoprire la verità, sebbene dispiaciuta per l'esito della cena, capisce che Michael si trova bene ed è felice con i suoi amici e si mostra contenta per lui. Troppo coinvolta dalla storia con Jesse, Isabel decide di parlargli e di continuare la loro storia. Mentre sono a cena fuori, Jesse, un po' diversamente da come la ragazza lo aveva immaginato, le chiede di sposarlo e, dopo un primo e sofferto rifiuto e incoraggiata da Alex, Isabel accetta. Max e Liz continuano a vedersi di nascosto e la madre della ragazza le rivela un lato di suo padre che lei non conosceva: prima di essere fidanzato con la madre di Liz, Jeff Parker amava follemente un'altra ragazza che, purtroppo, aveva perso la vita in un incidente stradale mentre alla guida dell'auto si trovava lo stesso Jeff. L'uomo non è mai riuscito a superare completamente il dolore per la perdita della persona alla quale teneva di più al mondo e vede ripetersi lo stesso dramma con la figlia, che non riconosce più e di cui teme l'allontanamento. Nonostante tra i due le cose non possano risolversi in un istante, Liz cerca di comprendere le ragioni del padre e i due tornano a parlarsi di nuovo.
Altri interpreti: Colin Hanks (Alex Whitman), Martin Starr (Monk Pyle), Steven Roy (Steve), Michael Peña (Fly), Earl C. Poitier (George), Ivonne Coll (Sig.ra Ramirez), Michael Chieffo (Prof. Seligman, insegnante di biologia), John Doe (Jeff Parker), Jo Anderson (Nancy Parker), Garrett M. Brown (Phillip Evans), Mary Ellen Trainor (Diane Evans)

## Alla ricerca del mutaforma
- Titolo originale: Secrets and lies
- Diretto da: Jonathan Frakes
- Scritto da: Russel Friend e Garrett Lerner

### Trama
L'uomo che nello Utah aveva minacciato Michael di lasciar perdere la ricerca del diamante e, quindi, dell'astronave, viene fulminato mentre si trovava nella sua auto. La sua fidanzata, che ha assistito alla scena, racconta ai poliziotti di aver visto uno sconosciuto che, subito dopo la morte dell'uomo, si era allontanato dall'auto. La polizia inizia ad indagare e nel cruscotto della macchina dell'uomo viene ritrovato il numero di targa di una macchina del Nuovo Messico che si scopre essere quella di Max. Poiché la polizia crede che non si sia trattato di omicidio, il vice sceriffo di Roswell non può arrestare Max e il caso viene archiviato come incidente. Collegando il deceduto all'alieno mutaforma, Max va a Los Angeles per cercare informazioni e si reca al funerale dell'uomo. Liz e Kyle, intanto, scoprono che il nonno di quest'ultimo era stato dichiarato pazzo dopo la morte di un'attrice, scomparsa a causa di una fulminazione avvenuta durante le riprese di un film sugli extraterrestri: l'allora sceriffo aveva infatti indagato a fondo sulla questione e credeva di aver scoperto un intrigo alieno che doveva aver causato la morte della donna. Dai rapporti stesi all'epoca dell'incidente, Liz e Kyle riescono ad arrivare a quello che a lungo era stato considerato come il maggior sospettato, l'uomo dei ciak. Dopo aver appreso questa importante notizia, Max si mette alla ricerca dell'uomo, e, per non destare sospetti, si finge un attore in erba interessato ad ottenere un posto nella serie di Star Trek. In questo modo, il ragazzo riesce a penetrare negli studi della Paramount Pictures e ad accedere al magazzino contenente i nastri di tutte le riprese e i nomi degli addetti ai lavori ai tempi del film girato a Roswell. Mentre visiona i nastri, Max si trova alle spalle il mutaforma, ossia un noto produttore hollywoodiano dagli enormi poteri, che getta a terra il ragazzo e dà fuoco a tutti i nastri presenti, causando un vero e proprio incendio. A Roswell, intanto, Isabel prende coraggio e rivela ai genitori, ancora angosciati per l'allontanamento di Max, la sua storia con Jesse e i progetti di matrimonio. La coppia non sa come reagire e resta senza parole. Grazie alle attenzioni di Liz e Kyle, Jim Valenti riesce finalmente a riconciliarsi con suo padre e prende l'impegno di andarlo a trovare ogni giorno alla casa di riposo.
Altri interpreti: Garrett M. Brown (Phillip Evans), Mary Ellen Trainor (Diane Evans), Jonathan Frakes (se stesso), John Billingsley (se stesso), Joe Pantoliano (Kal Langley), Stephen Tobolowsky (Julius Walters), Stanley Anderson (James Valenti Sr.), Dayton Callie (Joey Ferrini), Adilah Barnes (Insegnante di giornalismo), Eve Brent (Bess Covendall), Aimee Nicole (Attrice), Barry Wiggins (Agente Brown), Rocky McMurray (Detective Kerr), Richard Eck (Detective Erlick), Bitty Schram (Bunny)

## Il sacrificio
- Titolo originale: Control
- Diretto da: Bill L. Norton
- Scritto da: Gretchen J. Berg e Aaron Harberts

### Trama
Kal, il produttore cinematografico mutaforma, non riesce ad uccidere Max ed è costretto ad ascoltare il ragazzo. Ben presto appare chiaro che, nonostante le apparenti minacce, il mutaforma non possa realmente uccidere Max poiché questo sarebbe contrario al suo ruolo di protettore degli alieni. C'è di più: nel suo codice genetico è iscritto che lui debba prestare ascolto agli ordini di Max e obbedirgli incondizionatamente. Il ragazzo non può che sfruttare questo immenso potere e obbliga l'uomo a farsi rivelare la posizione dell'astronave e le procedure necessarie per farla partire. Venendo meno a quella che è la sua natura generosa, Max rifiuta al mutaforma il permesso di poter restare sulla Terra e di proseguire in quello che sembra il suo unico scopo, integrarsi con gli umani e diventare a pieno uno di loro. Purtroppo il sacrificio di Kal è vano in quanto l'astronave risulta essere troppo danneggiata per poter partire. L'uomo è risentito, si trascina a fatica in piedi dopo lo sforzo di aver mutato forma per permettere all'astronave di mettersi in moto e rimprovera a Max il suo comportamento dispotico e da ingrato, dovuto alla crescente affermazione della sua parte aliena. Max, scoraggiato, torna a Roswell e si reca immediatamente da Liz, la quale temeva un possibile allontanamento da parte del ragazzo a causa dei recenti avvenimenti. Intanto, Isabel è costretta a difendere la sua relazione con Jess davanti all'intera famiglia che, preoccupata per la differenza d'età e per la precipitosità degli eventi, sembra non supportare il progetto del matrimonio. La ragazza è comunque convinta del suo amore e decide di anticipare le nozze. Questa decisione, tuttavia, le costa la partecipazione dei genitori alla cerimonia.
Altri interpreti: Mary Ellen Trainor (Diane Evans), Joe Pantoliano (Kal Langley)

## Il matrimonio
- Titolo originale: To Have and to Hold
- Diretto da: Fred K. Keller
- Scritto da: Ronald D. Moore

### Trama
L'episodio è incentrato sul matrimonio di Isabel e sui suoi preparativi. Organizzare in maniera veloce una cerimonia nuziale risulta essere un compito molto difficile per la ragazza ma non il problema principale: oltre ai dubbi e alle incertezze legate all'unione con un uomo che ignora parte della sua vera identità, Isabel deve confrontarsi con il suo passato e, in particolare, con Kivar, l'amante di Vilandra per cui la donna aveva tradito l'intera famiglia. Dapprima l'uomo si manifesta solo nei sogni di Isabel, causandole grande piacere e turbamento ma, proprio durante il ricevimento di nozze, Kivar assume forme reali e invita la novella sposa a ballare. Nonostante Isabel ami Jesse, tra la ragazza e il suo ex amante sembra esserci un legame che il tempo pare non avere intaccato e che potrebbe causare gravissimi pericoli per Max e gli altri. Sebbene la situazione sia rischiosa, la ragazza non rivela a nessuno la presenza del nemico, eccetto che a Kyle, il quale, però, non sa bene come comportarsi.

## Luna di miele
- Titolo originale: Interruptus
- Diretto da: Bruce Seth Green
- Scritto da: David Simkins

### Trama
Dopo che Isabel parte per la luna di miele con Jesse, Kyle, preoccupato per lei, rivela a Max, Michael e agli altri che Kivar era presente al matrimonio della ragazza. I due alieni, certi che il tiranno cercherà di contattare Isabel per farla tornare con lui, decidono di seguirla. Il signor Evans si reca al Crushdown per parlare con il padre di Liz, senza accorgersi di esser visto da Maria, che subito avvisa gli altri. Quello stesso pomeriggio va a trovare Valenti per avere informazioni su Tess, suscitando la preoccupazione di Kyle, Liz e Maria. Intanto Jesse fa amicizia con Kivar senza sospettare chi realmente sia e Isabel si sente attratta dal suo ex amante. Una sera Max e Michael vedono Isabel e Kivar baciarsi, parlano con la ragazza e insieme decidono di tendere una trappola al loro avversario. Purtroppo Vilandra, ancora presente nel corpo di Isabel, prende il sopravvento sulla ragazza e tradisce di nuovo i suoi familiari. Mentre Kivar e Vilandra stanno scappando insieme, Jesse attacca Kivar di sorpresa e cerca di far tornare in sé Isabel, che invece lo colpisce alla testa con un bastone. Quando i due si trovano proprio a ridosso del punto da cui possono teletrasprtarsi a casa, Vilandra spinge al suo interno Kivar e, ritornando Isabel, gli intima di non farsi più vedere. Lo spirito dell'alieno torna su Antar e l'umano si risveglia totalmente incosciente e Michael lo riaccompagna a casa mentre Isabel racconta a Max che è stato l'amore di Jesse a farla tornare in sé. Liz, indagando nello studio legale del signor Evans, trova un tabellone con tutti gli spostamenti e le notizie che aveva raccolto su Max. A grandi lettere in cima al tabellone è scritto: Cosa nasconde Max?
Altri interpreti: Spence Decker (Kivar), Garrett M. Brown (Phillip Evans), Mary Ellen Trainor (Diane Evans), John Doe (Jeff Parker)

## Un tuffo nel passato
- Titolo originale: Behind the music
- Diretto da: Jonathan Frakes
- Scritto da: Russel Friend e Garrett Lerner

### Trama
Mentre il Signor Evans continua ad indagare sul figlio e sulla misteriosa scomparsa della Jeep, a Roswell arriva Billy, un vecchio amico di Maria conosciuto ad un campo estivo. Tra i due non vi è stato che un bacio molti anni prima, e Michael non sembra preoccupato per il fatto che il ragazzo starà a casa di Maria per il week-end, mentre la signora De Luca è fuori città. Le cose iniziano a precipitare quando Billy cerca in tutti i modi a Maria, quanto le piacesse cantare e scrivere canzoni, e quanto fosse brava a farlo. La ragazza si ritrova a doversi confrontare con un passato ormai dimenticato in cui tutto sembrava più facile e in cui c'era ancora spazio per i sogni e le ambizioni. Ora, invece, la sua vita sembra ruotare esclusivamente intorno alle vicende degli alieni e nessuno sembra prestare attenzione alla sua dote musicale. Michael inizia a rendersi conto che tra la sua ragazza e Billy vi è un legame molto forte e la gelosia finisce per scatenare i suoi poteri e renderli senza controllo. Per tentare di eliminare la causa dei suoi problemi, Michael chiede a Maria di far andare via Billy da casa sua e la ragazza, sebbene contrariata, accetta. Quando Billy se ne va, pronto ad iniziare la carriera di musicista e a realizzare il suo sogno, Maria si rende conto di dover cambiare l'assetto della sua vita. È esattamente per questo motivo che Maria, pur amandolo moltissimo, decide di lasciare Michael e di provare a concentrarsi sulle sue passioni. Intanto, Max convince Isabel a mentire sulla vicenda della Jeep e a non rivelare ai loro genitori che Max aveva gettato di proposito la Jeep nel burrone quando pensava di partire per Antar. Sul momento l'intera famiglia sembra credere a questa versione dei fatti ma, alla fine dell'episodio, il Signor Evans si avvicina alla lavagna dove sono segnati i progressi dell'indagine su Max e aggiunge la foto di Isabel alla lista dei cospiratori.
Altri interpreti: Clayne Crawford (Billy Darden), Garrett M. Brown (Phillip Evans), Mary Ellen Trainor (Diane Evans)

## Il risveglio di Samuel
- Titolo originale: Samuel Rising
- Diretto da: Patrick Norris
- Scritto da: Jason Katims

### Trama
Per le feste di Natale Isabel si prepara ad organizzare tutto in maniera perfetta: Michael, Maria e Liz vengono ingaggiati rispettivamente come Babbo Natale e i due aiutanti folletti, mentre la ragazza si dedica alle attività di volontariato e alla creazione di un Villaggio Natalizio nel cuore della città. Max, invece, cerca di stabilire un rapporto con Samuel, un bambino autistico che si è rivolto al ragazzo chiamandolo 'papà' e che sembra avere un'attrazione speciale per lui. Stando al modo in cui il bambino sembra a suo agio insieme a lui, Max inizia a credere che Samuel possa essere suo figlio o, almeno, che questi stia cercando di mettersi in contatto con lui tramite il bambino. Le sue ipotesi sembrano essere confermate quando, durante una seduta con la psicologa che da anni segue l'intera famiglia, Samuel regala a Max un disegno di un'astronave. Purtroppo, quando il ragazzo cerca di stabilire una connessione con il bambino, questi si scosta bruscamente infastidito dal contatto fisico e, correndo via, inciampa e si ferisce alla testa. Max è desolato e in preda ai sensi di colpa e decide di confidarsi con Liz, a cui fa vedere il disegno dell'astronave. La ragazza intuisce subito che quello ritratto sul foglio non è il frutto di una fantasia o di una visione ma semplicemente una copia dell'astronave dipinta sulle pareti del Crashdown, dove Max ha visto Samuel per la prima volta. Il ragazzo è costretto ad arrendersi e ad accettare che il piccolo non sia suo figlio. Nonostante questo, visto l'affetto che ormai prova per lui, Max decide di provare a guarirlo: i suoi sforzi non possono, però, portare a niente, poiché il bambino non è malato o ferito, ma semplicemente diverso dagli altri suoi coetanei. Per tentare di dare comunque un po' di gioia alla famiglia, Max prega Isabel di far entrare i genitori di Samuel nei sogni del figlio: questo processo riesce perfettamente e l'intera famiglia riesce a trascorrere un Natale sereno. Intanto, mentre lavorano fianco a fianco, Maria e Michael si rendono conto di quanto la lontananza sia dura e finiscono per baciarsi e trascorrere la vigilia a chiacchierare sul portico della casa della ragazza. sebbene Michael voglia tornare insieme a lei, Maria è piuttosto determinata a stare da sola per cercare di capire cosa fare della sua vita. Anche Valenti si trova nel bel mezzo di una crisi e, forse per dimostrare di non essere tanto vecchio, inizia ad uscire con una ragazza molto più giovane di lui che ha da poco lasciato il liceo. A causa della differenza di età, però, la storia non può durare e, con grande sollievo di Kyle, i due uomini passano il Natale da soli.
Altri interpreti: Gavin Fink (Samuel Turner), Sean O'Bryan (Warren Turner), Colleen Flynn (Rebecca Turner), Navi Rawat (Shelby Prine), Yvonne Farrow (Dott.ssa Lynette Ramey).

## Capodanno a Roswell
- Titolo originale: A Tale of two Parties
- Diretto da: Allan Kroeker
- Scritto da: Melinda Metz e Laura J. Burns

### Trama
Per festeggiare il Capodanno Maria decide di mettersi alla ricerca della misteriosa festa Enigma a cui si può accedere solo dopo essere riusciti a decifrare tutti gli indizi seminati per la città. A lei si aggrega Max che, spinto da Liz a non restare a casa da solo, decide di provare a lasciarsi andare un po', e Michael, che cerca una scusa per stare vicino alla sua ex ragazza. Purtroppo quest'ultima idea non si rivela particolarmente brillante e Michael si trova in difficoltà all'idea di dover vedere Maria parlare o civettare con altri ragazzi. Per dimenticare le sue sofferenze, il ragazzo si ubriaca e finisce per ritrovarsi in un serio stato confusionale che lo costringe a letto. Liz, rimasta ad aiutare il padre al Crashdown, promette di prendersi cura di lui, in modo che Max e Maria possano andare alla ricerca di Enigma. Isabel, invece, costretta a restare da sola a causa di un imprevisto che ha bloccato Jesse a Huston, decide di cercare Kyle e di aiutarlo a trovarsi una ragazza. Nonostante quest'ultimo riesca a fare colpo su una giovane studentessa, il piano di Isabel funziona solo in parte, in quanto Kyle si rende conto di provare qualcosa per la novella sposa. Vista la situazione, il ragazzo sa di non poterle rivelare nulla e di non poter permettere a se stesso di coltivare questo tipo di sentimenti, per cui decide di tacere per sempre.
Altri interpreti: John Doe (Jeff Parker), Eve Brent (Jane Covendall)

## La verità nascosta
- Titolo originale: I married an alien
- Diretto da: Patrick Norris
- Scritto da: Ronald D. Moore

### Trama
Dopo aver visto un episodio di Vita da strega, Isabel inizia a fantasticare su come sarebbe la loro vita se fosse simile a quella del popolare telefilm, dove i suoi poteri alieni fanno parte del normale tran-tran quotidiano e il marito Jesse è a conoscenza di tutto. Questo episodio di Roswell è, perciò, intervallato da momenti comici ispirati al popolare telefilm in cui tutti gli attori si comportano e sono vestiti in maniera molto diversa da ciò che normalmente siamo abituati a vedere. Sul piano della vita reale, la tranquillità dell'intero gruppo è minacciata dall'arrivo di Eric, un giovane reporter e vecchio amico di Jesse che, involontariamente, assiste alla manifestazione dei poteri di Michael e che decide di indagare sui tre alieni. La vicenda sembra diventare piuttosto grave e l'articolo di Eric inizia a prendere vita, causando grave preoccupazione in Isabel. Alla fine le cose si aggiustano anche grazie a Jesse che, inconsapevolmente, riesce ad evitare una catastrofe cacciando di casa l'amico, colpevole di aver rubato il fascicolo riguardante Michael dallo studio legale del padre di Isabel.
Altri interpreti: John Doe (Jeff Parker), Garrett M. Brown (Phillip Evans), Kristoffer Polaha (Eric Hughes)

## Cambiamenti
- Titolo originale: Ch-Ch-Changes
- Diretto da: Paul Shapiro
- Scritto da: Gretchen J. Berg e Aaron Harberts

### Trama
Liz è in ansia per il colloquio d'ammissione ad Harvard che dovrà sostenere di lì a pochi giorni ma la sua salute sembra ostacolarla: la ragazza, infatti, quasi non si tiene in piedi e ha allucinazioni e giramenti di testa. Le analisi, tuttavia, non rivelano nulla di anormale e Liz comincia a sospettare che la causa dei suoi malesseri sia di natura aliena. L'ipotesi trova pienamente conferma quando, toccando uno stereo, la sua mano inizia ad emettere strani bagliori e a produrre scintille. Inizialmente la ragazza si confida solo con Kyle, come lei guarito dall'alieno, ma, in seguito ad una manifestazione ancora più potente di questi strani fenomeni a cui assiste anche Max, Liz è costretta a rivelare al ragazzo delle sue visioni. La preoccupazione principale dei ragazzi è che Liz possa morire e che ciò che sta avvenendo al suo corpo sia solo il preludio di qualcosa di più grave. Il fatto ancora più allarmante è che la vicinanza di Max sembra scatenare ancora di più questi effetti. Dopo aver provato ad utilizzare senza successo le pietre curative, Max si sente urlare da una Liz quasi fuori di sé che il fatto che lui sia stato con Tess l'ha profondamente sconvolta e che ogni accenno al bambino che il ragazzo ha avuto da lei non fa altro che riaprire una ferita mai completamente guarita. Com'era prevedibile, anche il colloquio di ammissione non va per il verso giusto e si rivela un totale fallimento. Delusa e sconvolta, Liz decide di rompere con Max e di partire per il collegio femminile in Vermont per il quale il padre aveva fatto domanda parecchio tempo prima. Nel frattempo, Maria ottiene un contratto come solista in una casa discografica e non si accorge dei problemi di Liz. Presa dall'euforia per il contratto, la ragazza si reca da Michael per festeggiare e i due finiscono per fare l'amore. Michael è felice e spera che questo possa segnare un riavvicinamento, ma Maria non è della stessa opinione e continua a volersi inserire nel mondo dello spettacolo. Le sue aspettative, però, vanno incontro ad una delusione quando il nuovo produttore decide di trasformare il singolo in un pezzo dance: Maria non sembra disposta ad accettare compromessi e la sua carriera sembra subire una battuta d'arresto.
Altri interpreti: John Doe (Jeff Parker), Meredith Scott Lynn (Dominique D'Archer), Hal Ozsan (Adam Chase)

## Panacea
- Titolo originale: Panacea
- Diretto da: Rodney Charters
- Scritto da: Russel Friend e Garrett Lerner

### Trama
Durante il turno di notte, Michael e il suo collega Monk notano un'attività sospetta in uno dei settori dell'industria farmaceutica per cui lavorano, per cui si recano sul posto per controllare. Michael trova i segni di un'effrazione, ma non riesce a capire chi possa essere il colpevole, a causa dell'improvviso black out : tutto ciò che percepisce sono degli spari in lontananza. Purtroppo ad essere stato colpito è proprio Monk, rimasto indietro per chiamare la polizia. Michael è molto scosso per l'accaduto, per cui decide di andare fino in fondo alla questione, coinvolgendo Valenti in un'investigazione sotto copertura. L'ex sceriffo, infatti, dovrà fingersi un impiegato dell'industria farmaceutica per aiutare Michael a scoprire l'identità del colpevole. L'indagine conduce i due in un laboratorio segreto in cui, tra i vari campioni farmaceutici, si trovano tutti gli oggetti legati ai tre alieni e alle loro prodigiose guarigioni. Oltre a questi, Michael scova una fialetta contenente un campione del suo stesso sangue e decide di prendere tutto il materiale e di portarlo al sicuro. Mentre il ragazzo raccoglie tutti gli oggetti legati agli alieni e si avvia furtivamente verso l'uscita, Valenti è fermato e catturato da un gruppo di scienziati capeggiati da una donna. Accortosi della sparizione dell'amico, Michael coinvolge Max e Isabel in un piano per liberarlo e distruggere l'intero laboratorio. La notte successiva, i tre si preparano per penetrare all'interno dell'edificio della MetaChem e il loro piano sembra funzionare: Max riesce a trovare Valenti e a liberarlo e scappano lungo il corridoio. Michael e Isabel sono appostati e pronti a ricevere Valenti ma qualcosa va storto: Jim viene ferito e Max è costretto a fermarsi e a guarirlo. I loro inseguitori li raggiungono e li conducono a forza dalla donna, che si dichiara felice di aver finalmente trovato il guaritore. Il suo obiettivo è, infatti, quello di utilizzare i poteri di Max per salvare il suo anziano marito dalla morte e farlo ringiovanire. Max spiega di non poter fare una cosa simile e che i suoi poteri funzionano solo se qualcuno è ferito e non quando le cellule invecchiano. La donna non è disposta ad ascoltarlo e obbliga Max a imporre le sue mani sull'uomo. Quello che ne consegue è qualcosa che nessuno dei presenti avrebbe potuto immaginare: mentre il corpo dell'uomo ringiovanisce, quello del ragazzo invecchia, si rattrappisce, si consuma, fino a diventare cenere. A poco servono gli sforzi di Valenti per salvarlo: Max è morto. La notizia sconvolge tutti e, in particolare, Liz, arrivata nell'accademia femminile in Vermont e colta da un improvviso turbamento che le fa presagire la morte dell'amato. A consolarla c'è Maria, appena tornata da New York dopo aver rinunciato ad incidere un disco che non l'avrebbe mai potuta rappresentare.
Altri interpreti: Jason Peck (Sceriffo Hanson), Morgan Fairchild (Meris Wheeler), Jack Donner (Clayton Wheeler), Clayne Crawford (Billy Darden), Ashley Johnson (Eileen Burrows), Freda Foh Shen (Dean Hackett), Meredith Scott Lynn (Dominique D'Archer), Martin Starr (Monk Pyle)

## Scambio d'identità
- Titolo originale: Chant Down Babylon
- Diretto da: Lawrence Trilling
- Scritto da: Ronald D. Moore

### Trama
Mentre Valenti, Michael e Isabel stanno correndo fuori dall'edificio, quest'ultima viene ferita da un colpo di pistola e cade a terra priva di sensi. Jesse, arrivato alla sede della MetaChem per scoprire dove si stesse recando sua moglie, si trova davanti al suo corpo sanguinante e insiste per chiamare un dottore. Michael vorrebbe dissuaderlo dall'idea e, per farlo, è costretto a rivelare all'uomo il suo segreto e la vera identità di Isabel. Ancora incredulo, Jesse decide di chiamare un suo vecchio amico, un medico a cui è stata revocata la licenza e che potrebbe operare Isabel di nascosto. A questa situazione di crisi si oppone quella di piacevole sorpresa che accompagna Clayton, l'anziano uomo guarito da Max e che ora è ringiovanito al punto da assumere le sembianze di un ragazzo: quelle dello stesso Max. L'unica fonte di disturbo per l'uomo sono i flash che continua ad avere sulla vita del ragazzo e, in particolare, su Liz. Queste immagini lo infastidiscono a tal punto che l'uomo decide di andare a cercare l'oggetto del desiderio del ragazzo che è dentro il suo corpo. Intanto, Maria è costretta a comunicare a Liz che la sua sensazione era esatta e che il suo fidanzato è morto. La ragazza è afflitta dal dolore e inizia a fare cose del tutto sconsiderate, come ubriacarsi, rompere i mobili o trattare male Maria. Quando decide di andare a fare una passeggiata nel parco, inciampa e scivola a terra. Quello che vede non appena si rialza è Max, o meglio Clayton nel corpo del ragazzo. Liz non può resistere e bacia l'uomo che le sta davanti fino a quando i suoi poteri non si manifestano attraverso una scarica di elettricità che fa allontanare Clayton. La moglie di questo, che ha assistito all'intera scena e che è gelosa di Liz, convince il marito ad uccidere Liz e ogni altra donna che si frapponga al loro amore. Il suo piano, però, le si ritorce contro immediatamente e la donna finisce uccisa dal suo stesso marito. Successivamente, Clayton si concentra su Maria e tenta di strangolarla, ma viene fermato da Liz, che lo attira nella soffitta e cerca di colpirlo. Il suo intento non è quello di ucciderlo, in quanto il corpo di Clayton è pur sempre quello dell'uomo che ama, ma Max, in breve momento in cui prende il sopravvento su Clayton, le ordina di ferire l'uomo che le è davanti e di mettersi in salvo. La ragazza cerca di sferrare un colpo mortale ma Clayton l'afferra e la trascina giù con sé fuori dalla finestra. I due sono sul punto di morire schiantati, ma Max, riprendendo di nuovo il controllo, crea una barriera mettendo al sicuro Liz e lascia che il corpo di Clayton cada sul terreno. Quando Liz si risveglia, scopre che il corpo di Max giace senza vita. Quasi per disperazione, si china a baciarlo per un'ultima volta per dirgli addio. Improvvisamente, il ragazzo sembra tornare in vita, questa volta con la sua vera identità. Ritrovato l'uomo che ama, Liz decide che è giunto il momento di tornare a casa. Anche Isabel, dopo un lungo intervento, sembra essersi ristabilita e la sua unica preoccupazione resta quella di capire cosa ne sarà del suo matrimonio con Jesse.
Altri interpreti: Morgan Fairchild (Meris Wheeler), Jack Donner (Clayton Wheeler), Paul Fitzgerald (Paul), Ashley Johnson (Eileen Burrows)

## Lotta per il trono
- Titolo originale: Who Died and Made You King?
- Diretto da: Peter B. Ellis
- Scritto da: Gretchen J. Berg e Aaron Harberts

### Trama
Dopo i recenti eventi, i ragazzi decidono di tornare alla normalità e di provare a distaccarsi dalle vicende aliene. Purtroppo il loro piano è destinato a fallire: Jesse non riesce ad accettare la vera identità di sua moglie e si rivolge ad uno psichiatra per cercare aiuto; Michael trova sul suo petto il segno del Sigillo Reale di Antar, prima appartenente a Max; il Signor Evans continua ad indagare sui suoi due figli e sulle loro misteriose vite. Max e Michael tentano di convincere Jesse a non rivelare nulla di compromettente allo psichiatra e Michael arriva fino al punto di minacciare quest'ultimo e a rubargli il fascicolo sul marito di Isabel. Il suo gesto porta al coinvolgimento dell'FBI che, sotto le indicazioni dello psichiatra, decide di rapire Jesse e di sottoporlo ad un pesante interrogatorio, durante il quale al ragazzo vengono mostrate foto di presunti omicidi compiuti da mano aliena. Jesse si trova sotto pressione e si convince del fatto che sia necessario aiutare le indagini e punire i colpevoli. Intanto, Max e gli altri, sollecitati da Isabel, iniziano le ricerche di Jesse. Michael e Maria sono incaricati di aspettare l'eventuale arrivo di Jesse a casa sua ma, una volta saliti in macchina, Michael inizia a comportarsi in modo a strano e a dire frasi sconnesse che riguardano la morte di tutti gli esseri umani. Maria è impaurita e fa appena in tempo a notare lo strano segno sul petto del ragazzo prima che questi la obblighi a scendere dalla macchina. Una volta ricongiuntasi con Max e Liz, Maria va in cerca di Michael e lo trova a casa di Isabel insieme a Jesse: l'alieno tiene il ragazzo appeso al muro e lo minaccia di morte. Quando Max riesce a far lasciare la presa a Michael, tra i due inizia una furiosa lotta che vede Max vincente e finalmente in possesso del sigillo reale che aveva fatto uscire Michael di senno. Isabel e Jesse, nel frattempo, sono fuggiti con l'intenzione di lasciare per sempre la città e lasciarsi alle spalle le vicende aliene. Jesse, sentendosi tradito dall'agente dell'FBI che, a sua insaputa, aveva inserito una microspia nella sua borsa, decide di tornare da lui per chiedere spiegazioni ma si vede puntare in faccia una pistola. Costretto dalla situazione, l'uomo decide di sparare utilizzano la sua pistola e riesce ad uccidere l'aggressore. Per evitare di lasciare tracce e attirare sospetti, Isabel decide di incenerire il corpo dell'agente e di distruggere la sua macchina.
Altri interpreti: John Doe (Jeff Parker), Garrett M. Brown (Phillip Evans), Harry Groener (Dott. Burton Weiss), Yorgo Constantine (Agente Burns)

## Uno strano incidente
- Titolo originale: Crash
- Diretto da: Patrick Norris
- Scritto da: David Simkins

### Trama
Mentre Michael si trova nel deserto, assiste ad un'esplosione e all'impatto di quella che sembra una navicella spaziale. Quando si reca sul luogo dell'impatto non trova nulla che possa testimoniare la presenza di forme di vita aliene ma capisce, grazie alla presenza di un casco caduto in terra, che un uomo è riuscito ad atterrare ancora vivo al suolo. Stando alle autorità locali, però, il pilota non avrebbe raggiunto il suolo ma sarebbe morto a causa dell'impatto. Poco convinto dalla versione ufficiale, Michael decide di parlare con Connie, la figlia del pilota, e la convince a collaborare con lui per scoprire qualcosa in più sull'intera vicenda. Il ragazzo riunisce il gruppo e convince Max a penetrare nella base militare in cui si presume sia nascosta la navicella e, attraverso un astuto stratagemma, i due riescono a infiltrarsi e a liberare il padre di Connie, nascosto e imprigionato dal Governo al fine di nascondere la verità sull'incidente. Ciò che era realmente accaduto, infatti, è che l'aereo era entrato in collisione con una navicella spaziale e che il pilota si era gettato dal velivolo per evitare di rimanere ucciso. Non potendo rivelare la verità sulla presenza di alieni, il Governo aveva cercato di cancellare le prove e aveva catturato e torturato il padre di Connie per non farlo parlare. Grazie a Michael e Max, la ragazza e suo padre possono riunirsi e iniziare un'altra vita lontano da Roswell. Per loro, tuttavia, niente sarà facile e saranno costretti a vivere nascosti, nel timore di essere ricercati per diserzione. Intanto, Isabel deve sopportare i continui interrogatori della madre che, d'accordo con il marito, vuole scoprire a tutti i costi la verità sui suoi figli. Senza accorgersene, la ragazza viene ripresa da una telecamera nascosta mentre fa levitare e girare gli oggetti in una stanza.
Altri interpreti: Mary Ellen Trainor (Diane Evans), Garrett M. Brown (Phillip Evans), John Doe (Jeff Parker), Woody Brown (Maggiore Carlson), Samantha Shelton (Cadetto Connie Griffin), Larry Poindexter (Col. Griffin)

## Separazione
- Titolo originale: Four Aliens and a Baby
- Diretto da: William Sadler
- Scritto da: Russel Friend e Garrett Lerner

### Trama
Alla base militare dell'aeronautica si continua ad indagare sulla navicella spaziale ritrovata pochi giorni prima. Quando finalmente gli addetti riescono ad aprire la porta della navicella, quello che trovano è un bambino indifeso e dall'aspetto umano. Prima che gli scienziati possano compiere esperimenti, nel laboratorio si verifica una strage in cui tutti i presenti muoiono. Kyle e lo sceriffo Valenti, di ritorno a casa dopo aver fatto la spesa, trovano l'intero appartamento sottosopra e notano delle inspiegabili tracce di sangue sui mobili. La loro casa viene circondata e perquisita dagli agenti dell'aeronautica, alla ricerca del misterioso bambino e di sua madre, Tess. Nel frattempo i signori Evans radunano la famiglia e mostrano il filmato di Isabel che fa levitare degli oggetti. Mentre Max e Isabel cercano di tergiversare , dalla porta sul retro entra Tess ,ferita, con il figlio e lo consegna a Max prima di accasciarsi in terra stremata. Quando la ragazza si risveglia, spiega che è riuscita ad arrivare su Antares, ma Kivar si è subito messo contro di lei, inoltre il bambino è stato rifiutato dal popolo come legittimo erede perché è nato completamente umano così ha deciso di tornare sulla Terra. Max ha la tentazione di ucciderla per vendicarsi di tutto il male che lei ha compiuto, ma Tess afferma che, uccidendo lei, anche Zan, suo figlio, sarebbe morto. Max non le crede, ma non potendo rischiare, decide di portare in salvo la ragazza e il bambino a casa di Michael, dove spera di trovare un rifugio dai militari in cerca dell'aliena. La sistemazione a casa di Michael, però, può essere solo provvisoria: Max decide di provare a portare in salvo Tess facendole varcare il confine e portandola fuori da Roswell. Purtroppo il piano del ragazzo fallisce e l'unica possibilità di salvezza è quella di rifugiarsi a casa di Isabel con la speranza che i militari abbandonino le ricerche. Intanto, anche la casa dei genitori di Max e Isabel viene sottoposta ad una perquisizione così la ragazza si vede costretta a raccontare loro tutta la verità per cercare protezione e non far scoprire la sua vera identità ai militari. Purtroppo però, senza che nessuno se ne accorga, un soldato trova la cassetta con la testimonianza dei super poteri di Isabel e la trattiene come prova. Venuti a conoscenza del fallimento del piano di Max, Isabel e Jesse raggiungono il gruppo e tentano di trovare una soluzione per salvare Tess e il bambino. Tess confessa di aver mentito ancora per salvarsi: la sua vita non è connessa a quella del figlio, per cui la soluzione sarebbe di consegnarsi ai militari perché smettano di cercare il figlio. I ragazzi mettono la questione ai voti : Michael , Isabel e Maria preferiscono che la ragazza si consegni e paghi così anche tutti i suoi crimini, Max, Kyle e Jim sono contrari. Il voto decisivo spetta a Liz che, anche se odia la ragazza, è contraria: non vuole diventare un'assassina come Tess. La notte stessa Tess, colpita dal gesto di Liz che non ha votato per la sua morte, decide di chiedere alla ragazza di aiutarla. Il suo piano è semplice: penetrare all'interno della base militare e farla esplodere sacrificando se stessa per salvare la vita del figlio. Liz accetta di aiutarla e insieme le due ragazze si recano nel deserto e portano a compimento il progetto di Tess. Una settimana dopo, Max parla con il padre e decide di dare suo figlio in adozione per non rischiare che il bambino si trovi coinvolto in operazioni rischiose.
Altri interpreti: Garrett M. Brown (Phillip Evans), Mary Ellen Trainor (Diane Evans), Emilie de Ravin (Tess Harding), Woody Brown (Maggiore Carlson)

## Roswell ultimo atto
- Titolo originale: Graduation
- Diretto da: Allison Leddi-Brown
- Scritto da: Jason Katims e Ronald D. Moore

### Trama
Il giorno del diploma si avvicina. I poteri di Liz sembrano evolversi ulteriormente e la ragazza inizia ad avere delle premonizioni sul futuro delle persone con cui entra in un contatto fisico. La prima a sperimentare il potere benefico di questi poteri è una donna che viene salvata da una rapina a mano armata dalla stessa Liz e da Max, accorso in suo aiuto. Tuttavia, i nuovi poteri fanno presagire alla ragazza anche qualcosa di drammatico: toccando Max, Liz ha la visione di lei e dei tre alieni caduti sul pavimento e con il volto coperto di sangue. Dopo qualche giorno, la visione diventa più chiara e la ragazza percepisce la presenza di un'altra persona estranea al gruppo e non direttamente coinvolta nell'omicidio: si tratta di Brice McCayn, uno scrittore di fantascienza che dovrà tenere un convegno a Roswell di lì a dodici giorni. Tutti i ragazzi sono allarmati dalla scoperta e iniziano a pensare ad un piano per mettersi in salvo. L'unica soluzione valida sembra essere quella proposta da Michael: ognuno dovrà lasciare Roswell separatamente e senza mantenere i contatti con gli altri. Questo dovrebbe evitare che gli agenti che indagano sugli alieni possano trovarli. Poiché le persone uccise nella visione di Liz sono solo quattro, non c'è motivo perché gli altri debbano lasciare la città. Chiaramente il progetto di una separazione dopo tutte le vicende trascorse e le avventure passate insieme spaventa Maria, che accusa Liz di volerla lasciare da sola esclusivamente per seguire Max. Michael, che non dovrà ricevere il diploma, decide di allontanarsi subito da Roswell e di partire da solo in sella alla sua inseparabile moto. Prima di lasciare per sempre le persone che gli sono care, il ragazzo decide di salutare Maria e di spiegarle quanto lei sia stata speciale e importante e come avesse capito fin dall'inizio che lei sarebbe stata la ragazza giusta per lui. Tra lo sgomento e l'emozione di Maria, il ragazzo se ne va affermando che continuerà ad amarla per sempre. Anche per Jesse e Isabel è tempo di decisioni importanti: al ragazzo è stato offerto un lavoro ben pagato a Boston e Isabel lo sprona ad accettarlo e gli promette che lo seguirà nella nuova città. Max propone a Liz di partire insieme e, dopo aver forgiato un anello da uno scarto di metallo, chiede alla ragazza di sposarlo. Lei accetta e i due si preparano a lasciare Roswell dopo la cerimonia. Quando il gran giorno arriva, i ragazzi si trovano davanti ad un imprevisto: a tenere un discorso in onore del diploma, sarà lo stesso McCayn. Spaventato e turbato, Max cerca di prendere il controllo della situazione e, togliendo di mano il microfono allo scrittore, improvvisa un discorso che dovrebbe permettere a Liz e agli altri di uscire fuori senza farsi notare. Per disorientare i cecchini che tengono di mira lui e i suoi compagni, il ragazzo distrugge l'impianto elettrico e genera un blackout. Tutti riescono a mettersi al riparo ma Max è ancora sotto tiro e sembra che nessuno possa aiutarlo. All'improvviso, una moto entra nella sala e si avvicina a Max: Michael, insospettito dal corteo militare visto sull'autostrada, è tornato indietro e si offre come unica speranza di salvezza per l'amico. I due sfrecciano fuori, lasciando i cecchini nel caos e senza possibilità di raggiungerli in tempi brevi. A questo, l'unica soluzione è fuggire velocemente da Roswell. Maria e Kyle decidono di seguire i loro amici e di lasciare la città. Jesse vorrebbe fare altrettanto ma Isabel glielo impedisce: secondo la ragazza non sarebbe giusto costringere suo marito a seguirla in una vita da fuggiaschi e piena di pericoli e a mettere a repentaglio la sua stessa esistenza. Tutto è pronto per lasciare la città: con un furgoncino che li ospita e scortati dal nuovo vicesceriffo Valenti, i ragazzi lasciano per sempre il Nuovo Messico. Nonostante siano condannati ad una vita raminga, Liz e Max decidono di sposarsi e lo fanno con una cerimonia molto semplice in compagnia dei loro più cari amici. Qualche tempo dopo il signor Parker riceverà il diario di Liz, contenente tutta la verità sulla sua storia e quella degli alieni.
Altri interpreti: Garrett M. Brown (Phillip Evans), Mary Ellen Trainor (Diane Evans), John Doe (Jeff Parker), Barry Livingston (Bryce McCain), Winnie Holzman (Madame Vivian)